# 格勒德斯比
格勒德斯比（德語：Grödersby）是德国石勒苏益格－荷尔斯泰因州的一个市镇。总面积6.64平方公里，总人口245人，其中男性110人，女性135人（2011年12月31日），人口密度37人/平方公里。